# 美好年代
美好年代（法語：Belle Époque，法語發音：[bɛlepɔk]）是歐洲社會史上的一段時期，從19世紀末開始，至第一次世界大戰爆發而結束，得因於科技進步和經濟騰飛，突然扭转之前由于长萧条所带来的悲慘痛苦，進入一段繁榮快樂的幸福時光（特別是1896-1914年）。漂亮时代是後人對此一時代的回顧，這個時期被上流階級認為是一個黃金時代，此時的歐洲處於一個相對和平的時期，隨著資本主義及工業革命的發展，科學技術日新月異，歐洲的文化、藝術及生活方式等都在這個時期發展日臻成熟。此時期約與大英帝國的維多利亞時代後期及愛德華時代相互重疊。

## 生活方式
在19世紀的最後四分之一個世紀，富人與窮人的財富與日常生活在西歐與美國急遽的拉大。便宜的煤炭與勞力對於蘭花的狂熱做出貢獻，並使溫室種植蔬果的技術更加完美。當國宴開始普及到上流階級，香檳酒的品質在這個時期得到完善。在時尚潮流中，比以前更加強調奇異的羽毛或皮草，高級時裝（haute couture）的現代化體系開始在巴黎出現，上流階層對於時裝趨勢與各種不同場合的著裝規矩愈加講究。巴黎的餐廳，例如巴黎美心餐廳，成為富人炫耀之處。鐵路開始連接歐洲各大城市，以及溫泉小鎮如比亚里茨及Deauville；客車廂開始分為頭等艙及二等艙，但超富階級則開始使用私人列車。波希米亞主義的生活方式則在蒙馬特的卡巴萊中得到不同的魅力。

## 政治
漂亮时代的起始年代約在1871年普法戰爭與巴黎公社事件正式結束後，以德意志帝國與法蘭西第三共和國的對峙與明爭暗鬥為主軸，歐洲各國間紛紛以政治與軍事協約與具有共同利害關係的他國結成盟友，以制衡敵對的國家，此種以互相制衡為目的的複雜政治局勢，保證了歐洲近四十三年的時間裡在歐洲大陸上沒有大規模的實質戰爭爆發。長時間的表面和平以及工業革命的持續進行，加上歐洲國家對世界其他地區的殖民掠奪，促成了歐洲的空前繁榮，但同時也為日後的第一次世界大戰埋下種子。

## 科技
對於歐洲及世界來說，漂亮时代都是一個科技突飛猛進的年代。許多發明在這個時代出現，並開始變得普及。馬車在這個時代末逐漸被汽車所取代、電話加入電報的行列，成為快速傳播的媒介、以及電燈開始取代煤氣燈。留聲機與電影放映機開始普及，至於飛機則仍然只是令人著迷的實驗。

## 學術
馬克斯·普朗克、阿爾伯特·愛因斯坦、尼古拉·特斯拉及尼爾斯·波耳等人為現代物理奠定了基礎。為了表揚這個時代偉大的科學貢獻，諾貝爾獎在1901年開始頒發，獎項包括物理、化學以及生理學和醫學。

## 藝術
印象派在1860年代被認為是前衛的藝術，並沒有得到廣泛的認同，直到第一次世界大戰後。漂亮时代的學院寫實繪畫風格由威廉·阿道夫·布格罗、约翰·威廉·沃特豪斯及弗雷德里克·雷頓等所代表。巴比松派則採用了外光畫法的風格。新藝術運動 (Art Nouveau) 在1890年代中期成為歐洲主流的裝飾設計風格。許多成功的作品，建築於法國、德國、比利時、西班牙、奧地利 (維也納分離派)、匈牙利、波希米亞及拉脫維亞，並很快擴散到美國及墨西哥。

## 文學
歐洲文學在漂亮时代經歷了一個巨大的轉變。現實主義及自然主義文學達到新的高峰，有名的作家包括：貝尼托·貝雷茲·加爾多士斯、台奥多尔·冯塔纳、居伊·德·莫泊桑及埃米爾·左拉等。現實主義逐漸發展為現代主義文學，現代主義文學在1890年代出現，並在美好年代晚期以及戰間期成為歐洲文學主流。現代主義的著名作家有：安德烈·别雷、约瑟夫·康拉德、詹姆斯·喬伊斯、弗朗茨·卡夫卡、D. H. 勞倫斯、托馬斯·曼、罗伯特·穆齐尔、馬塞爾·普魯斯特、亞瑟·史尼茲勒、羅伯特·瓦爾澤以及威廉·巴特勒·葉慈等。

## 圖集
在巴黎街頭的舊書攤經常可見以漂亮時期的廣告海報為主題的明信片，這些印刷精美的明信片記載著巴黎昔日的輝煌，讓來到巴黎的旅人得以一窺當時這個「19世紀世界的中心」繁華的社會人文風貌。

美好年代的廣告海報
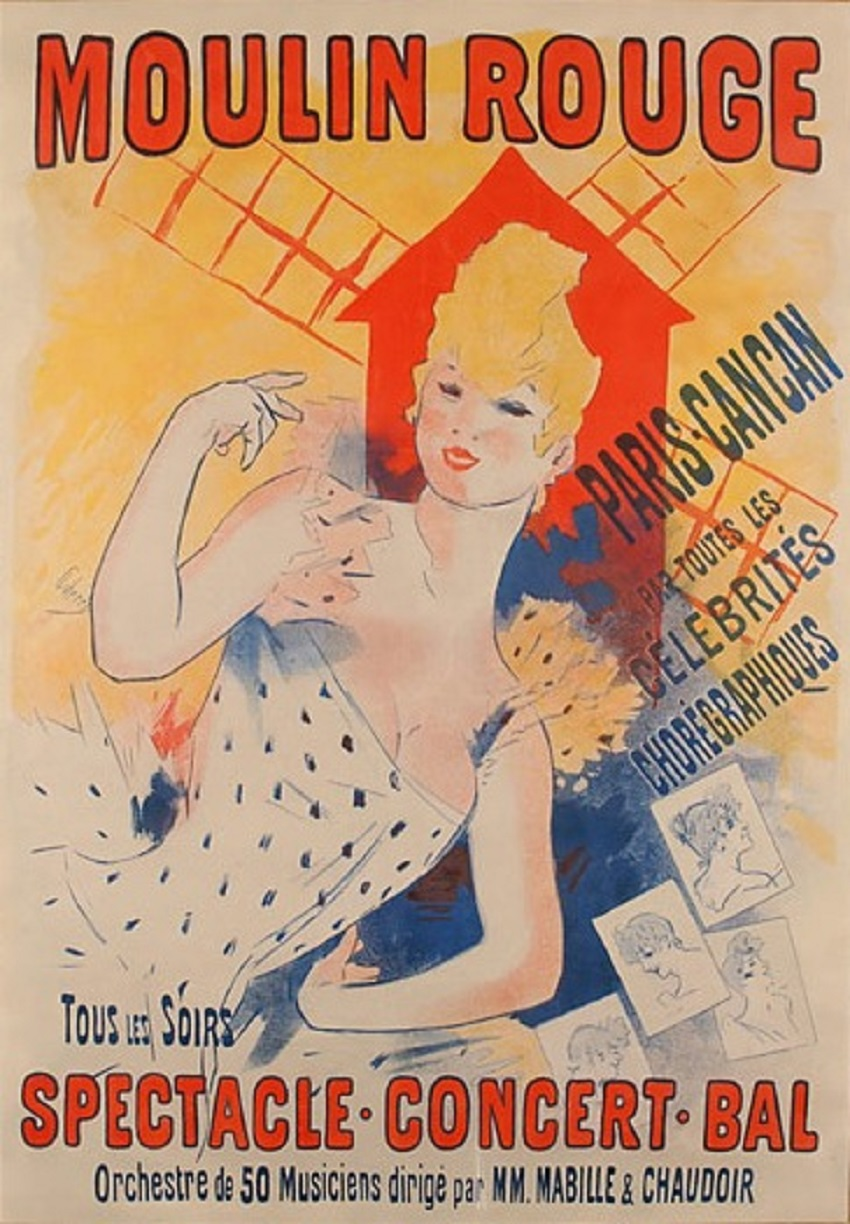
「紅磨坊」夜總會
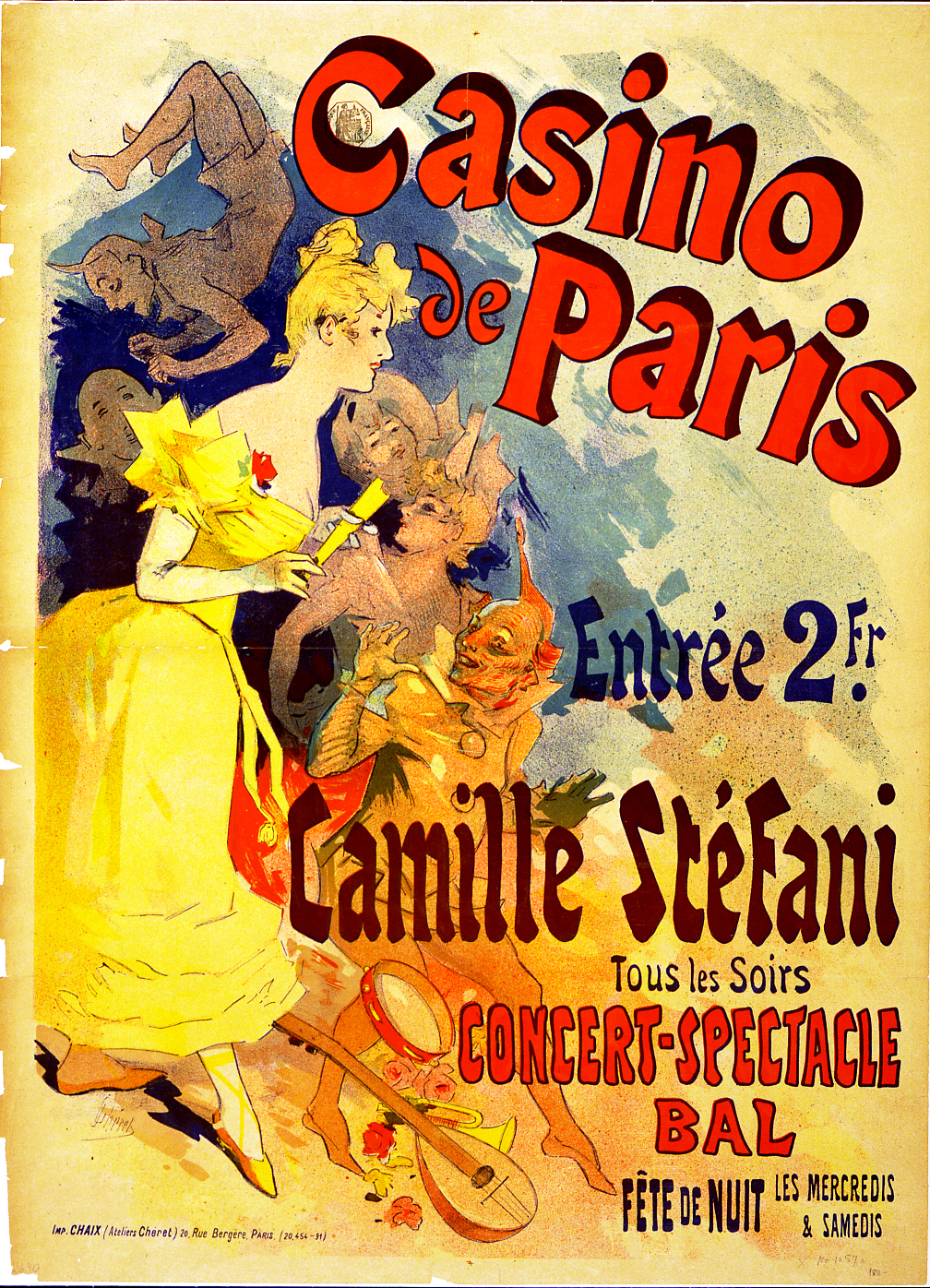
「巴黎賭場」夜總會
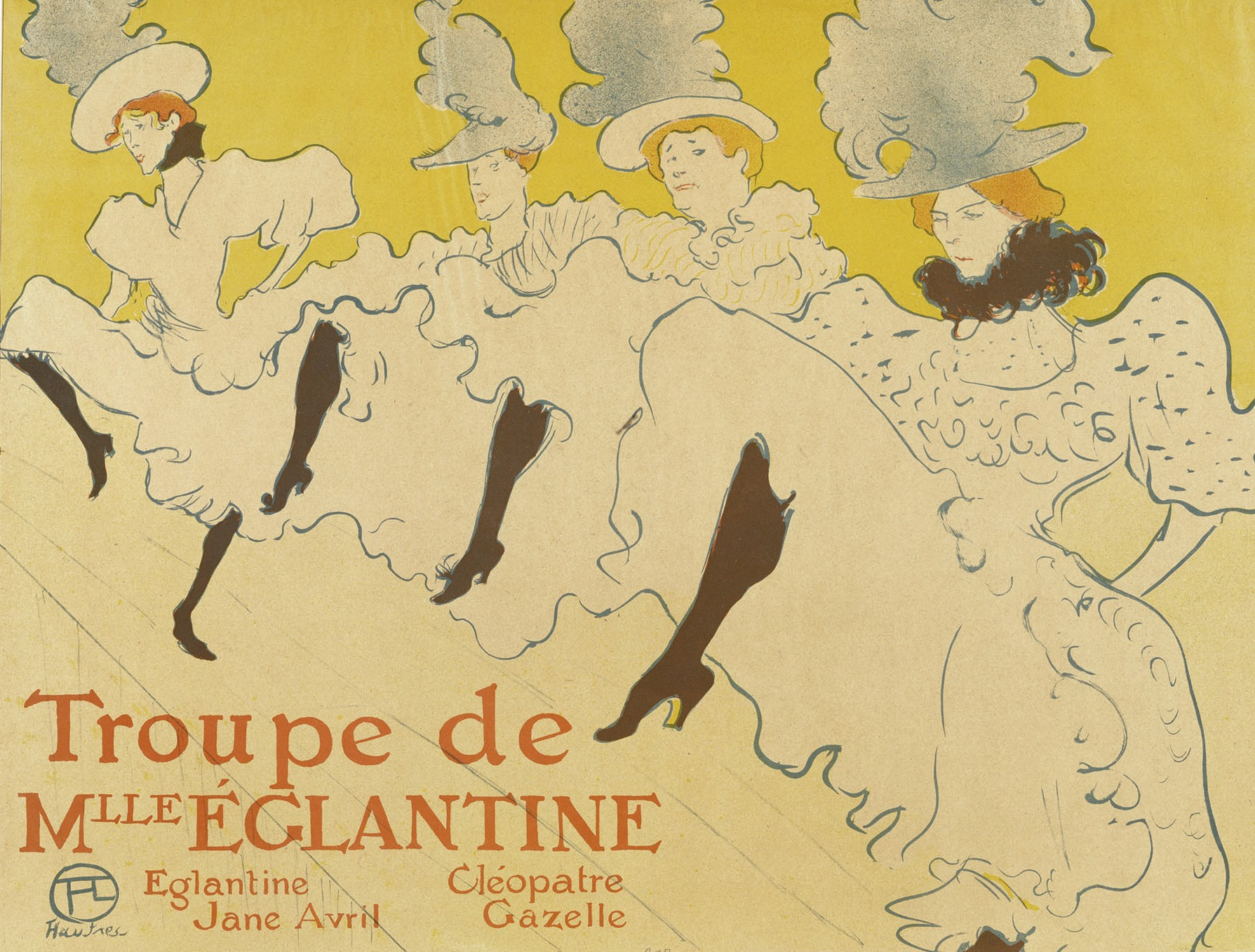
康康舞
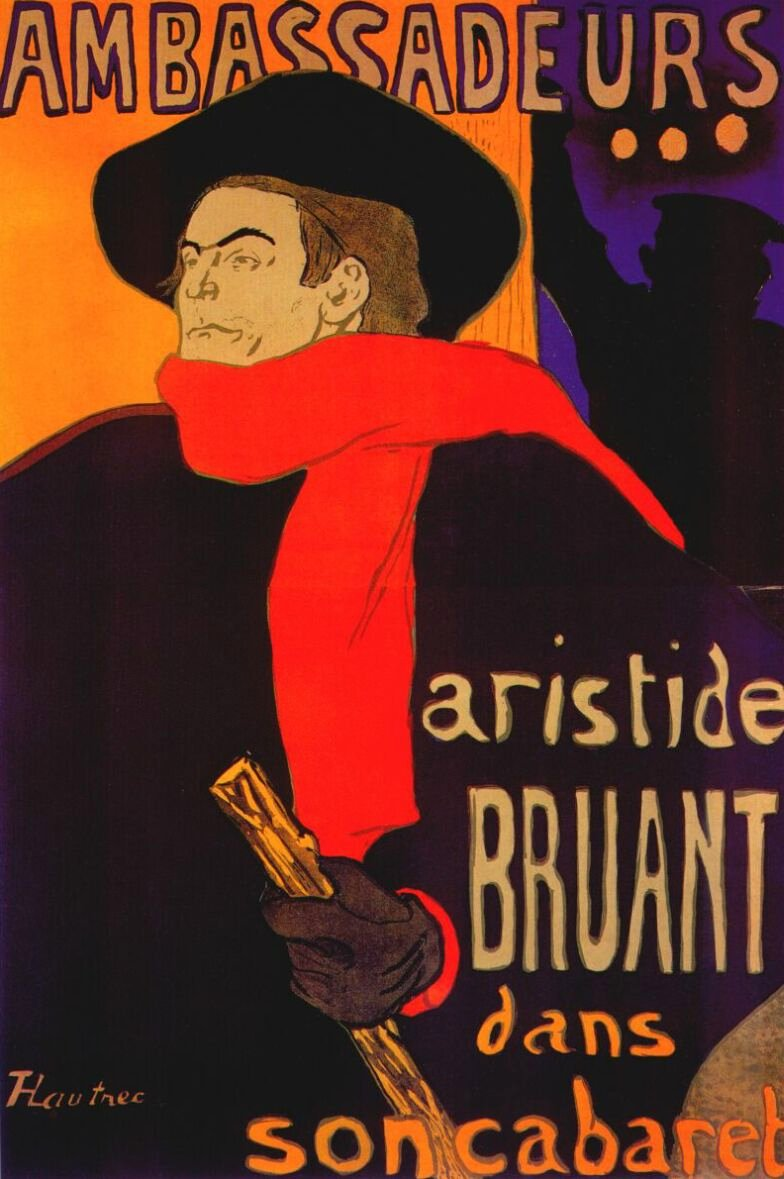
香頌歌手
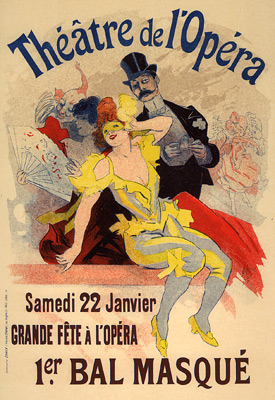
巴黎歌劇院的假面舞會
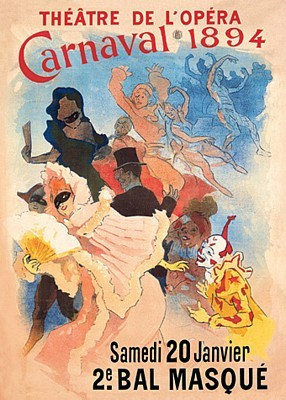
巴黎歌劇院的嘉年華
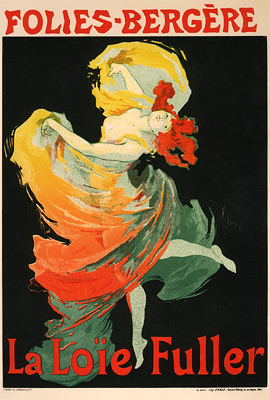
女神遊樂廳
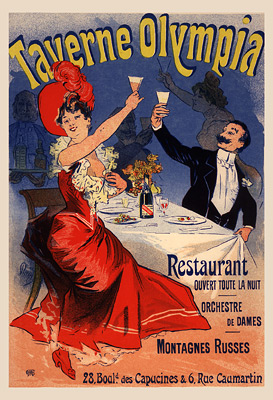
奧林匹亞酒館餐廳
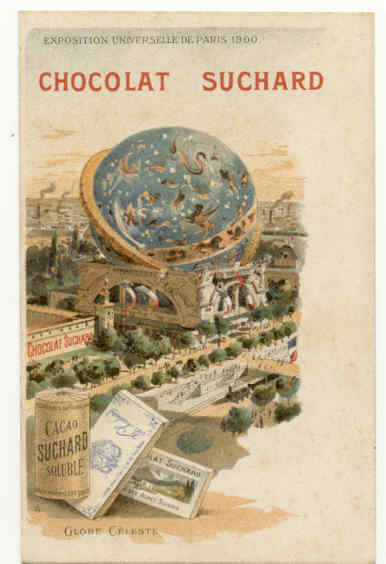
世界博覽會
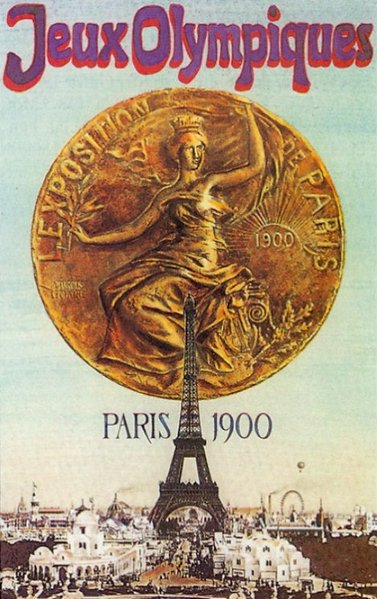
奧林匹克運動會
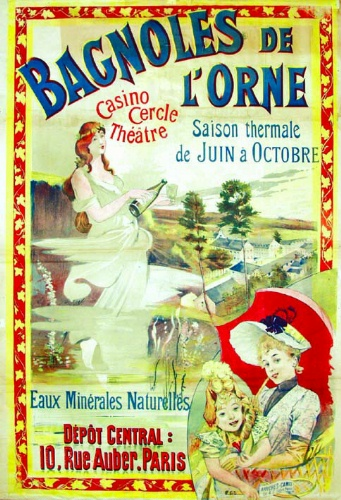
奧恩的巴諾拉的水療浴
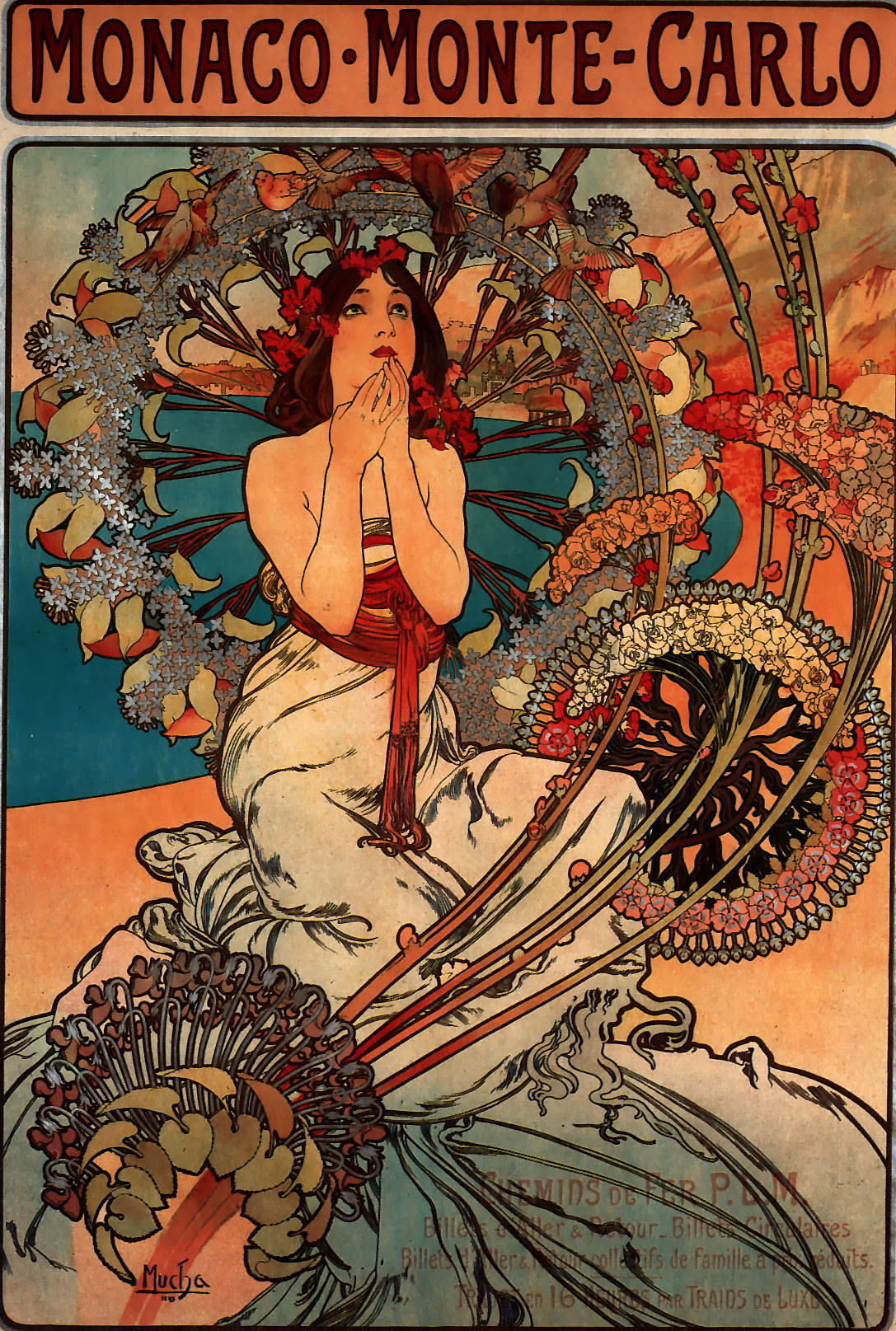
蒙地卡羅, 摩納哥的旅遊廣告
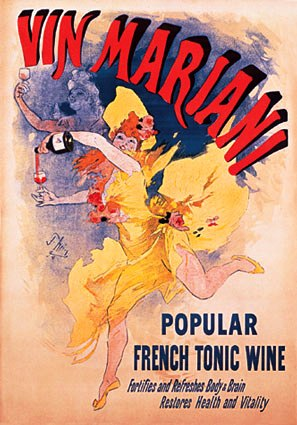
補酒廣告
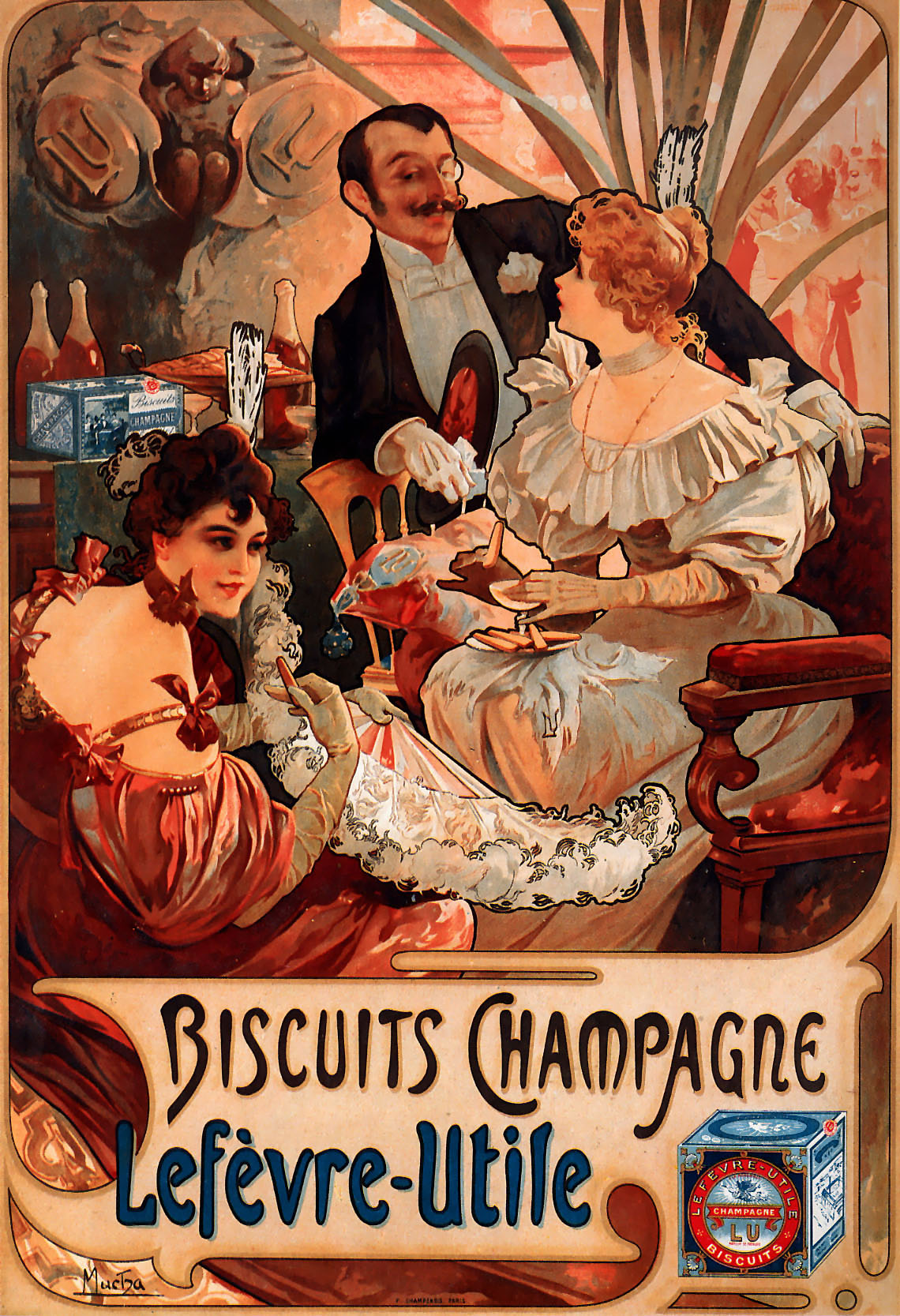
餅乾廣告
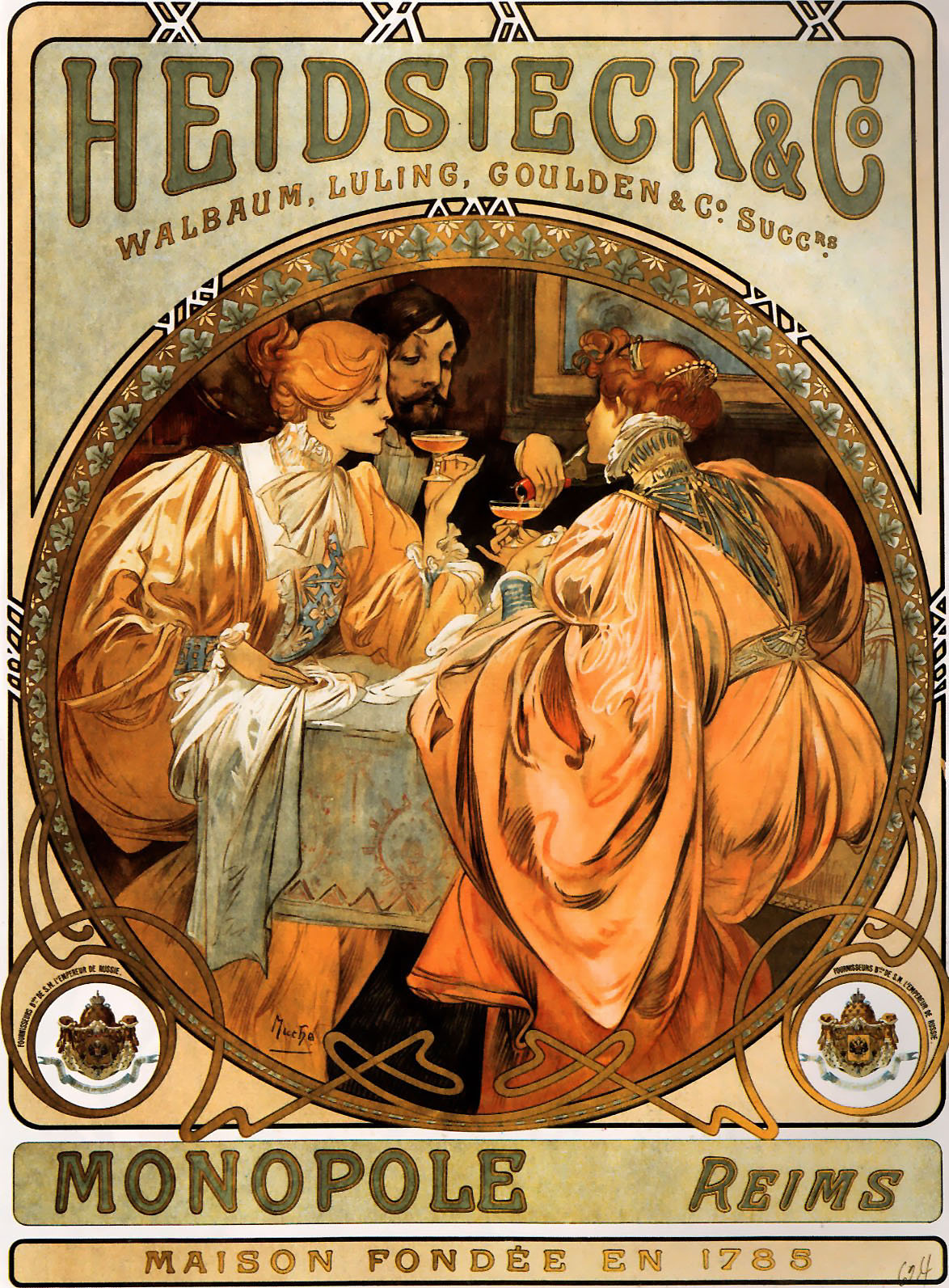
香檳酒廣告
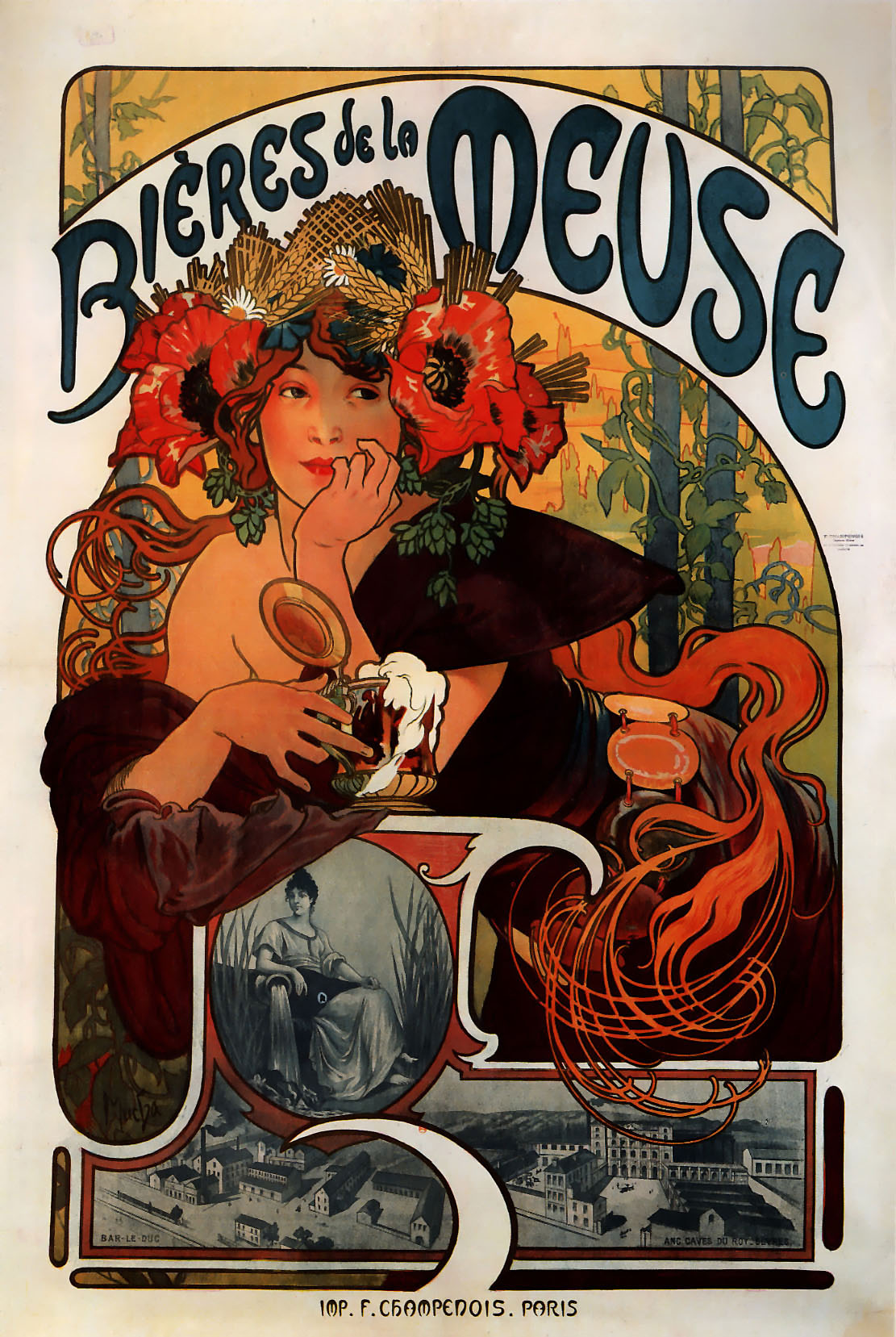
啤酒廣告
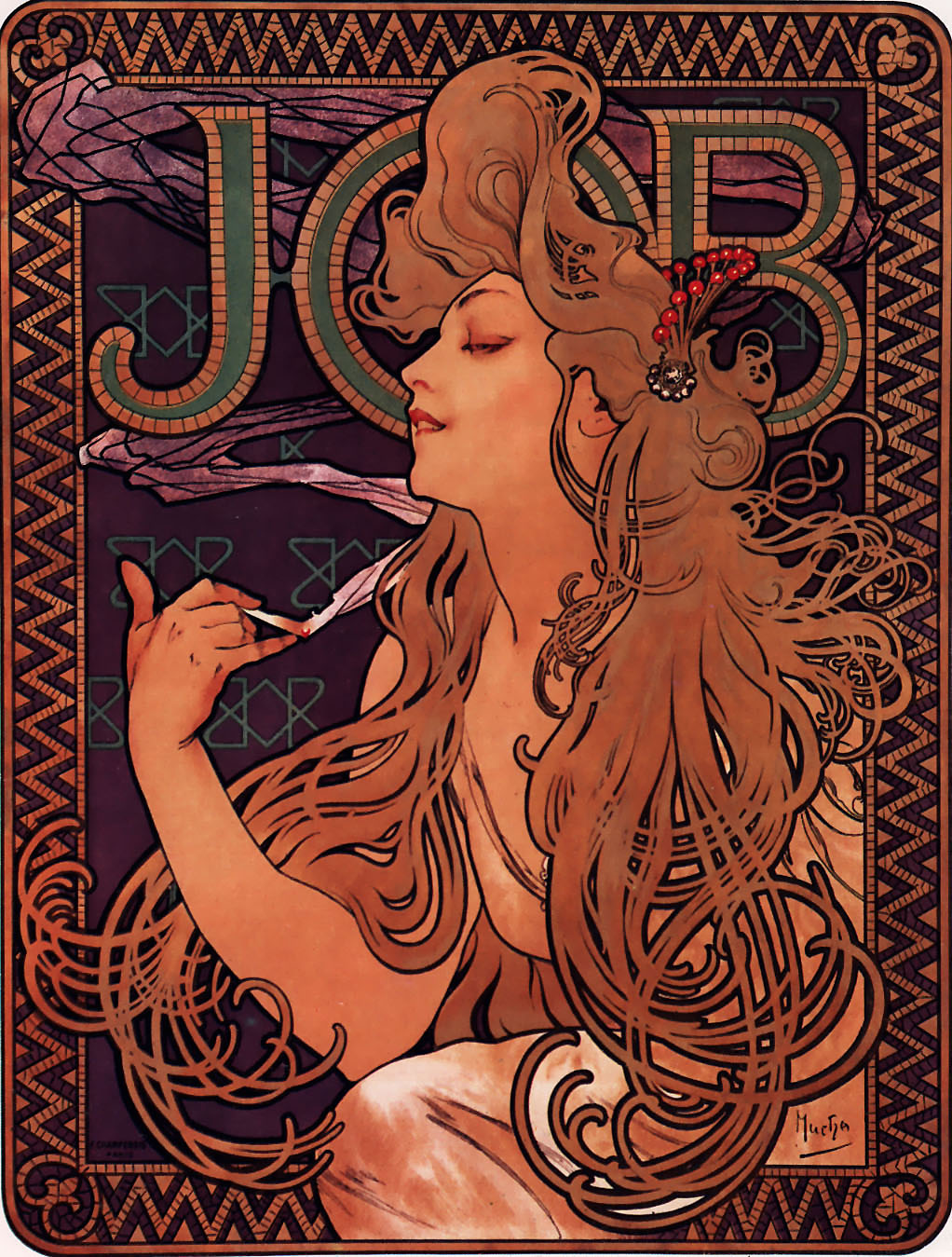
捲煙紙廣告

## 外部連結

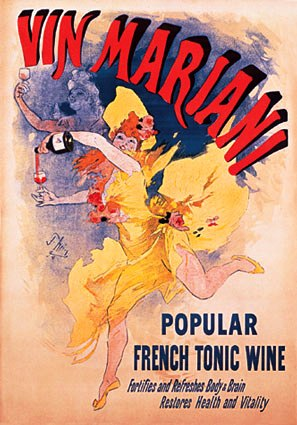
1894年一張主打酒飲的海報廣告，充分捕捉了法國美好年代（1880-1914年）的時代精神──活力奔放

- The Belle Époque in Europe （页面存档备份，存于） （德文）（法文）（英文）（意大利文）